# Neolamprologus multifasciatus
Neolamprologus multifasciatus (Boulenger, 1906) è un piccolo pesce d'acqua dolce, appartenente alla famiglia dei Cichlidae.

## Distribuzione e habitat
È una specie endemica del lago Tanganica. Abita i fondali sabbiosi poco profondi con migliaia di gusci di gasteropodi morti, depositati a strati sul fondo, tipici del lago, con acque comprese tra i 24 e i 26 °C.

## Descrizione
Il corpo di questo ciclide è allungato, compresso ai fianchi, con testa e occhi grandi, labbra carnose. 

Le pinne sono basse e allungate, tondeggianti, ad eccezione delle ventrali appuntite. La coda è a delta, leggermente bilobata. 

La livrea è color sabbia, tendente al bruno, con una lunga serie di minute fasce verticali più chiare. La parte anteriore del corpo ha anche riflessi metallici. Le pinne sono brunastre puntinate e orlate lievemente di giallo e d'azzurro.
Sono i più piccoli rappresentanti della famiglia Cichlidae: il maschio raggiunge una lunghezza massima di 4 cm, la femmina si ferma a 2,5-3 cm.

## Etologia
Ogni esemplare adulto prende possesso di un guscio di gasteropode e lo usa come rifugio. Sono pesci territoriali, ma il loro territorio è di dimensioni molto contenute: ciò non toglie che siano strenui difensori dello stesso e si dimostrino aggressivi con chi ne ignora la proprietà.

## Riproduzione
La coppia sceglierà un nido (solitamente il guscio di lumaca della femmina) e la deposizione avviene con la femmina all'interno del guscio che depone le uova sulle pareti interne della conchiglia. Il maschio, più grande, feconda le uova avvicinandosi all'imboccatura della conchiglia. Gli avannotti emergono dalle uova circa 10 giorni dopo la deposizione e rimangono all'interno della conchiglia per alcuni giorni. Poco alla volta prendono sempre più confidenza con l'esterno e nuoteranno intorno alla conchiglia, guardati a vista dalla madre e vegliati più da lontano dal padre, ma rientreranno istantaneamente al nido alla prima parvenza di pericolo. I genitori effettuano delle interessanti cure parentali.

## Alimentazione
Questa specie si nutre di piccoli crostacei, insetti, larve e del plancton lacustre.

## Acquariofilia
Neolamprologus multifasciatus è una specie non molto diffusa nei negozi di acquariofilia, ma è particolarmente apprezzata dagli appassionati di ciclidi conchigliofili per il loro affascinante comportamento e le dimensioni minute, con possibilità di allevamento anche in acquari non molto grandi.